# Dilophus flavitarsis
Dilophus flavitarsis är en tvåvingeart som beskrevs av Edwards 1938. Dilophus flavitarsis ingår i släktet Dilophus och familjen hårmyggor. Inga underarter finns listade i Catalogue of Life.